# Antonov An-10
Antonov An-10 Ukrajina (v kódu NATO "Cat") byl sovětský turbovrtulový čtyřmotorový dopravní letoun z druhé poloviny 50. let 20. století. První prototyp (imatrikulace CCCP-U1957) poháněný motory Kuzněcov NK-4 o výkonu po 2940 kW zalétal zkušební pilot J. I. Věrnikov 7. března 1957 z letiště Kyjev-Svjatošino. První sériový stroj (CCCP-L5723), který zároveň představoval druhý zkušební exemplář, poprvé vzlétl 5. listopadu 1957. Od ledna 1959 do 13. června 1959 byly oba stroje podrobeny státním zkouškám na letecké základně Čkalovsk. V roce 1959 byl zahájen provoz s cestujícími na palubě. Firma Antonov pokračovala dále ve vývoji, byl vyroben zmodernizovaný An-10A, který byl o dva metry delší, než původní stroj, a mohl přepravovat až 100 pasažérů. Letouny ukončily svoji činnost na linkách Aeroflotu v roce 1972, když předtím došlo k tragické nehodě jednoho z letounů An-10A (CCCP-11215), kterému se během přistávání odlomilo křídlo a při nehodě následně zahynulo 122 osob na palubě.

## Vývoj

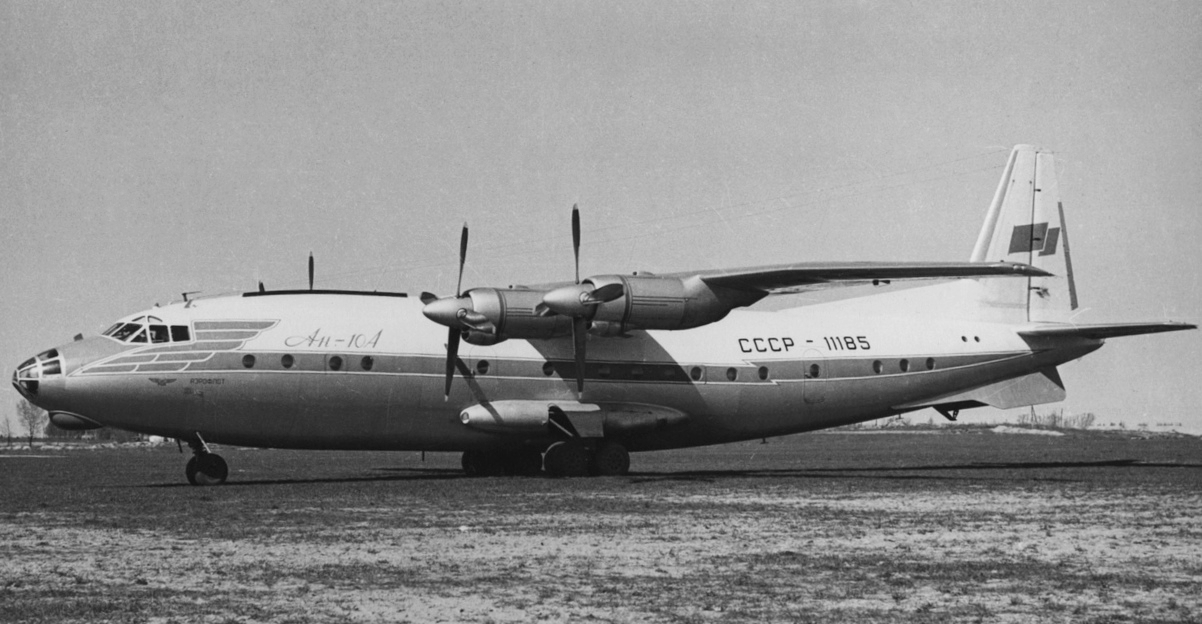
Antonov An-10A (11185)

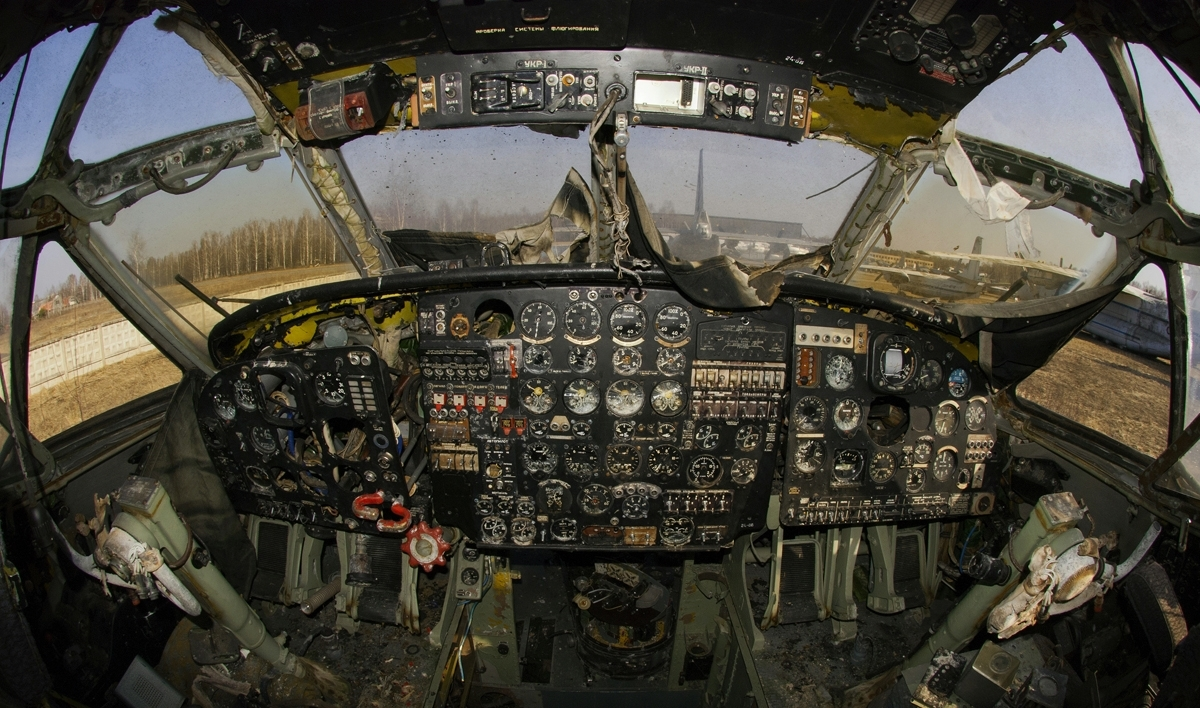
Kokpit An-10

Vývoj čtyřmotorového dopravního letadla určeného pro trasy od 500 do 2 000 kilometrů (310 až 1 240 mil) začal na konci roku 1955. Inspirován byl osobní verzí letounu Antonov An-8 Izdělije N. Konstrukční kancelář Antonov vyvinula Izdělije U ("U" jako "Univerzální"), čtyřmotorový letoun s podobným uspořádáním jako An-8, ale se zvětšenými rozměry a přetlakovým trupem kruhového průřezu. Na počátku konstrukčního procesu byla volba motorů mezi Kuzněcovem NK-4 a Ivčenkem AI-20 a i přes vynikající výkon NK-4 byl vybrán Ivčenko AI-20. Částečně díky Ústřednímu výboru Komunistická strana Ukrajiny, která chtěla co nejvíce vyrábět na Ukrajině, kde byla továrna Ivčenko.
První prototyp vzlétl 7. března 1957 a odhalil špatnou podélnou stabilitu, která vedla k montáži vyšší svislé ocasní plochy. Později byly na konce vodorovných ploch přidány šestihranné pomocné ploutve. Do výroby vstoupil v závodě č. 64 ve Voroněži v roce 1957, kde byly vyrobeny první tři letouny s motory Kuzněcov NK-4, kvůli nedostupnosti motorů Ivčenko AI-20. Od roku 1958 byly sériové letouny dodávány s motory Ivčenko AI-20A, které se mohly pochlubit delší životností a srovnatelným výkonem ve srovnání s motory Kuzněcov. Nové letadlo bylo poprvé veřejnosti představeno v červenci 1957; design byl schválen pro sériovou výrobu po dokončení zkoušek v červnu 1959. Aeroflot zahájil provoz s An-10 od 22. července 1959 na trase Moskva – Simferopol.
Kabina byla nakonfigurována s 85 sedadly, byla prostorná a dobře vybavená s pohodlnými sedadly rozmístěnými široko od sebe. Poskytovala tak dostatek prostoru pro nohy, ale kvůli nízké podlaze kabiny a širokému průměru zde bylo mnoho nevyužitelného prostoru, který omezoval objem zavazadel a nákladu. Neefektivní využití objemu kabiny značně přispělo k nízkému poměru užitečného zatížení/maximální vzletové hmotnosti, který byl mnohem nižší než u současníka Iljušinu Il-18, ale stále byl vyšší než u Tupolevu Tu-104. Pozdější sériová verze, An-10A, řešila některé obavy z efektivity zvýšením počtu sedadel z 85 na 89 a 100 (ve dvou verzích An-10A), poté na 117-118 a nakonec na 132 prostřednictvím snížení sklonu sedadel a změny uspořádání kabiny. An-10A poháněný motory Ivčenko AI-20K prokázal vynikající výkon a zvýšené maximální užitečné zatížení 14,5 tun (31 970 lb). Pomocné ploutve ocasních ploch nakonec ustoupily vylepšeným rozevřeným břišním ploutvím pod zadní částí trupu. Směrová stabilita byla nyní přijatelná a nové břišní ploutve také zlepšily podélnou stabilitu při vysokých g a při přiblížení na přistání, stejně tak zpomalily nástup Machova nárazu na M0,702. Nové břišní ploutve díky umístění v oblasti proudění způsobovaly také nepříjemné vibrace. Po výsledcích letových testů a nejméně dvou smrtelných haváriích byly všechna zbývající letadla dovybavena účinným systémem odmrazování ocasních ploch.

## Služba

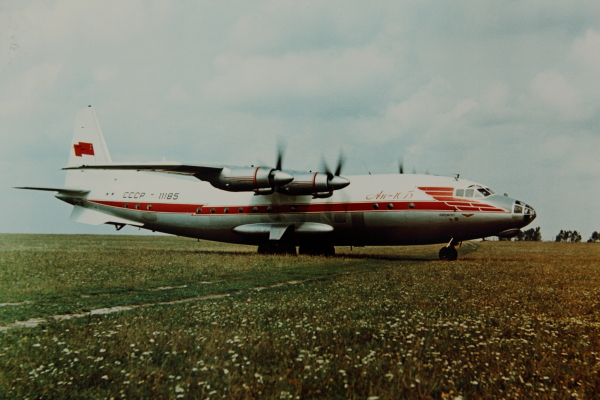
Antonov An-10A (11185)

Celkem bylo vyrobeno 104 letadel, včetně prototypu a draků pro statické zkoušky. Od 27. dubna 1959 byly uváděny do služby u ukrajinského ředitelství civilního letectví Aeroflotu a ukázaly se být oblíbené díky velkému objemu nákladu (při konfiguraci se sníženým počtem sedadel) a vynikajícím polním výkonům, díky čemuž byl letoun vhodný pro použití na malých nezpěvněných letištích. Kancelář Antonov současně vyvíjela a vyráběla střední vojenský dopravní Antonov An-8, civilní dopravní letadlo An-10 a vojenskou výsadkový dopravní a také vojenskou nákladní Antonov An-12.
16. listopadu 1959 CCCP-11167 havaroval při konečném přiblížení u Lvova kvůli námraze.
22. dubna 1962 dosáhl An-10A pilotovaný A. Mitroninem světového rekordu na 500 km v uzavřené smyčce s průměrem 730,6 kilometrů za hodinu (454,0 mph).
26. února 1960 na mezinárodním letišti Lvov havaroval CCCP-11180 kvůli zhoršené podélné stabilitě a ztrátě kontroly způsobené námrazou na ocasní ploše.
Vojenské využití An-10 bylo poměrně rozsáhlé. Pro vojenské transportní letectvo VTA bylo postaveno 45 strojů An-10TS, 16 létalo výhradně u vojenských jednotek a zbývajících 38 bylo zapůjčeno ministerstvu civilního letectví, stejně jako letuschopná letadla, která zůstala po vyřazení ze služby u Aeroflotu.
18. května 1972 při sestupu na mezinárodní letiště v Charkově havaroval An-10, přičemž o život přišlo osm členů posádky a 114 cestujících. Vyšetřování odhalilo únavové praskliny ve výztuži střední části křídla u mnoha zbývajících letadel. Po této nehodě Aeroflot přestal An-10 provozovat.
Po vyřazení z provozu u Aeroflotu dne 27. srpna 1972 bylo 25 letounů An-10A, které byly v dobrém stavu, převedeno k jednotkám VVS (Sovětské letectvo) a dalším jednotkám MAP (Ministerstvo výroby letadel), dokud nebyly v roce 1974 vyřazeny definitivně.
Několik exemplářů se zachovalo jako exponáty v muzeích a několik bylo přeměněno na dětská hřiště (v Kyjevě, Samaře a Novočerkassku).

## Varianty

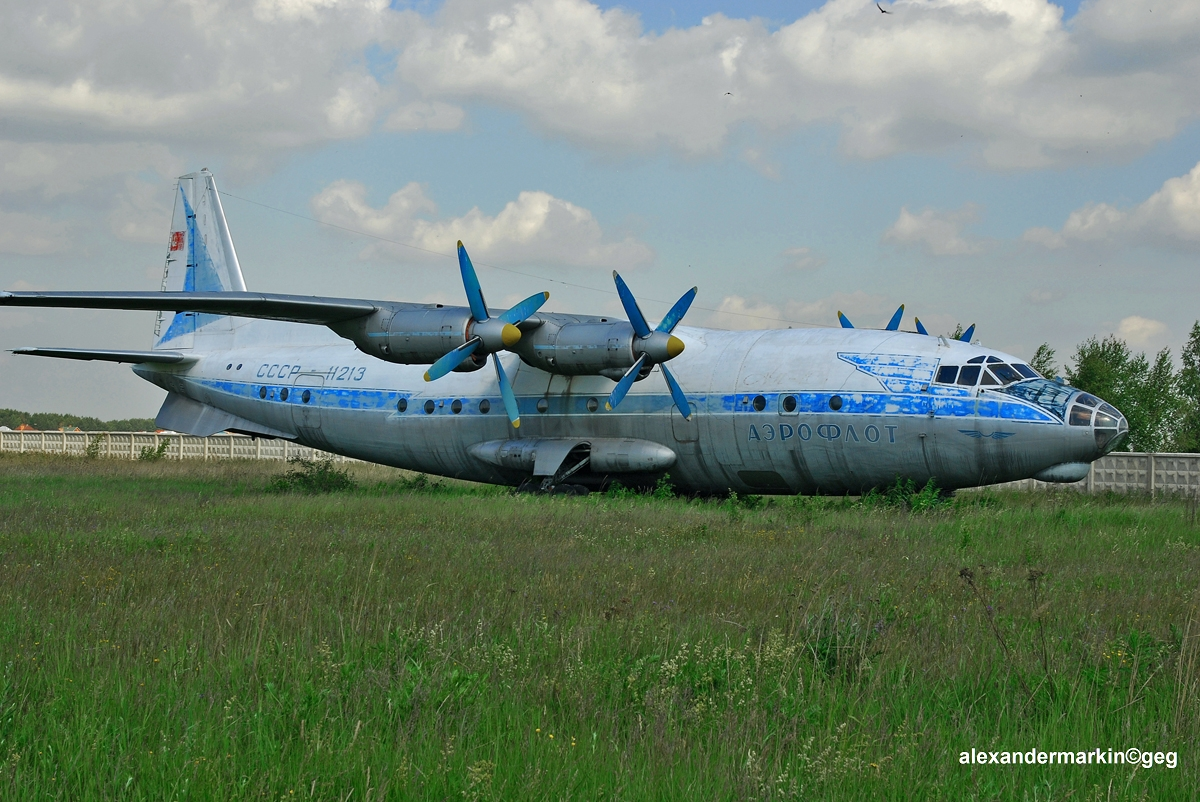
An-10 v muzeu v Moninu

- Izdělije U – Vnitropodnikové označení čtyřmotorového osobního letadla odvozeného z projektu Izdeliye N An-8.[1]
- An-10 – Označení prototypu a počátečních výrobních verzí vybavených motory Kuzněcov NK-4 nebo Ivčenko AI-20A.[1]
- An-10A – Sériový letoun z prosince 1959 se zvýšeným počtem sedadel, sníženou prázdnou hmotností/zvýšeným užitečným zatížením a motory Ivčenko AI-20K.[1]
- An-10AS – Několik letadel upravených pro přepravu měnšího počtu nákladu bez sedadel.[1]
- An-10B (první použití označení) – Verze s vylepšenou avionikou a sedadly pro 118 cestujících.
- An-10B (druhé použití označení) – An-10A konfigurovaný pro přepravu 132 cestujících. Toho bylo dosaženo zvýšením počtu sedadel v řadě na sedm a přidáním dalších dvou řad uprostřed kabiny. Sedadla v přední a střední části byla sklopná pro pohodlí cestujících. Ocas byl také upraven. Pro zvýšení doletu byly také namontovány další palivové nádrže. Jedno letadlo bylo vyrobeno v roce 1962.
- An-10D – Projektovaná verze s doletem zvýšeným na 3 650 km (2 268 mi) s palivovými nádržemi v torzní skříni křídla a sedadly pro 124 cestujících. Motory byly posunuty o 1 m (3 ft) ven a listy vrtule byly vyrobeny ze skelných vláken pro snížení hluku a zvýšení účinnosti. Výroba prototypu byla plánována na rok 1960.
- An-10KP – (Komandny Punkt – velitelské stanoviště) Jediný letoun (CCCP-11854) upravený jako výsadkové velitelské stanoviště pro použití na letišti Sperenberg poblíž Berlína v NDR.[1]
- An-10TS – (Transport/Sanitarny – transport/ambulance) 45 letadel objednaných pro VTA (Voyenno-Transportnaya Aviatsiya – transport air arm), přičemž 38 bylo zapůjčeno ministerstvu civilního letectví.[1]
- An-10V (později An-16) – An-10A prodloužený o 6 m (20 stop) a s širším trupem pro přepravu 174 cestujících na vzdálenost 1 600 km (990 mi) nebo 128 cestujících na vzdálenost 3 000 km (1 900 mi) ). Vývoj začal v roce 1963, ale žádný letoun nebyl nikdy postaven.
- An-16 – An-10 prodloužený o 3 m (9,8 stop) pro přepravu 130 cestujících. Vývoj začal v roce 1957, ale po objednávce jiné varinty nebyl letoun nikdy postaven.

## Specifikace (An-10A)

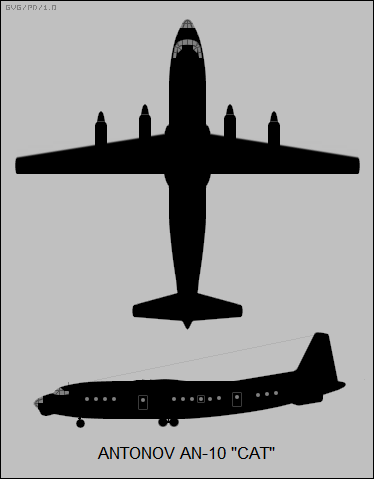
Silueta An-10

### Technické údaje
- Osádka: 5
- Kapacita: 100 cestujících
- Rozpětí: 38 m
- Délka: 34 m
- Výška: 9,8 m
- Nosná plocha: 121,73 m²
- Hmotnost prázdného stroje: 29 800 kg
- Hmotnost naloženého stroje: 55 100 kg
- Pohonná jednotka: 4x turbovrtulový motor Ivčenko AI-20
- Výkon pohonné jednotky: 2 984 kW

### Výkony
- Cestovní rychlost: 600–660 km/h
- Maximální rychlost: 715 km/h
- Dostup: 11 000 m
- Dolet: 4075 km